# Nops enae
Nops enae là một loài nhện trong họ Caponiidae.
Loài này thuộc chi Nops. Nops enae được Sánchez-Ruiz miêu tả năm 2004.